# Le Baiser (album)
Pour les articles homonymes, voir Le Baiser.
Albums par Indochine
7000 danses
(1987) Un jour dans notre vie
(1993)
Lives par Indochine
Indochine Tour 88
(1989) Le Birthday Album 1981-1991
(1991)
Singles
1. Le Baiser / Persane Thème / Les Années Bazar
Sortie : 19 janvier 1990
2. Des fleurs pour Salinger / La Colline Des Roses
Sortie : mai 1990
3. Punishment Park
Sortie : 25 février 1991

Le Baiser est le cinquième album studio du groupe Indochine sorti en 1990. Ce disque marque un premier changement dans la vie du groupe qui se retrouve désormais sous la forme d'un trio après le départ de son saxophoniste Dimitri Bodiansky en 1989.
Après l'épuisante année 1988 au cours de laquelle Indochine a subi toutes les critiques et assuré une longue tournée qui les a conduit en France, en Suisse, en Belgique, au Canada et au Pérou dans une ambiance pesante, le trio a décidé de faire une pause de plusieurs mois. Au cours de l'année 1989, ils décident de plancher sur un nouvel album et font appel à Philippe Eidel dont ils avaient apprécié le travail sur l'album 3. Il se met à l'écoute du groupe qui souhaite limiter l'usage des machines afin de rendre leur son plus acoustique. Venant de participer à la bande originale du film de Peter Brook, le Mahâbhârata, il va être à l'origine de l'apport de nouveaux instruments tels que les peu connus Santour et Kemantche (instruments de musique iraniens) ou encore le violoncelle et la clarinette.
En ce qui concerne les textes, Nicola Sirkis dont la voix a gagné en maturité, puise largement dans ses références littéraires et artistiques en citant J. D. Salinger, Man Ray, ou Blaise Cendrars et s'inspire également de sa propre expérience sur un ton très intimiste et personnel, en évoquant la séparation amoureuse dans plusieurs titres : Punishment Park avec la participation de l'actrice française Juliette Binoche, More ou Les plus mauvaises nuits. À l'écoute de cet album, Gérard Bar-David du journal Best perçoit, outre l'efficacité retrouvée, de la simplicité, de l'émotion, et de l'éclectisme musical. 
Le succès obtenu par l'album restera cependant en deçà des espérances du groupe. Ses détracteurs ne manqueront pas de noter une certaine érosion des ventes. Entré à la 9e place du Top Albums, il sera certifié disque d'or par le SNEP un mois après sa sortie et s'écoulera à 200 000 exemplaires.

## Liste des titres
Toutes les paroles sont écrites par Nicola Sirkis, toute la musique est composée par Dominique Nicolas, sauf Alertez Managua et Persane Thème, composées par Stéphane Sirkis.
| 1.    | Le Baiser                         | 4:08 |
| 2.    | Des fleurs pour Salinger          | 3:11 |
| 3.    | More…                             | 7:00 |
| 4.    | Alertez Managua                   | 3:58 |
| 5.    | Les Années bazar                  | 3:48 |
| 6.    | Punishment Park                   | 3:48 |
| 7.    | Soudain l'été dernier, je suppose | 3:48 |
| 8.    | Les plus mauvaises nuits          | 2:27 |
| 9.    | Persane Thème                     | 2:27 |
| 10.   | Tant de poussière                 | 4:26 |
| 11.   | La Colline des roses              | 3:53 |
| 44:46 |                                   |      |

## Crédits
- Programmation au Studio ZM en juillet 1989
- Enregistré au Studio Plus 30 à Paris en août 1989
- Mixé au Studio Compass Point aux Bahamas en septembre 1989 par David Anderson
- Ingénieurs du son : Joëlle Bauer et Franck Redlich
- Mastering : studio 441 par Philippe Eidel et David Anderson
- Musiciens additionnels : Philippe Eidel (piano, synthétiseurs, chœurs), Martin Hanlin (batteries), Mammoud Tabrizi Zadeh (Santour et Kemantche), Florence Augustin (violoncelle), Claire Julien de la Ferriere (Clarinette)
- Voix sur Punishment Park : Juliette Binoche
- Production réalisation : Philippe Eidel et Indochine
- Producteur exécutif : Christian Herrgott
- Pochette : Nicola Sirkis / FKGB